# Crepidophorus mutilatus
Crepidophorus mutilatus is een keversoort uit de familie kniptorren (Elateridae). De wetenschappelijke naam van de soort is voor het eerst geldig gepubliceerd in 1847 door Rosenhauer.